# Šoltýska
Šoltýska es un municipio del distrito de Poltár en la región de Banská Bystrica, Eslovaquia, con una población estimada a final del año 2024 de 71 habitantes.
Se encuentra ubicado en el centro de la región, cerca del río Ipoly —un afluente izquierdo del Danubio— y de la frontera con Hungría.

## Demografía
| Año        | 1994 | 2004     | 2014     | 2024     |
| ---------- | ---- | -------- | -------- | -------- |
| Población  | 184  | 156      | 120      | 71       |
| Diferencia |      | −15,21 % | −23,07 % | −40,83 % |

| Año        | 2023 | 2024    |
| ---------- | ---- | ------- |
| Población  | 73   | 71      |
| Diferencia |      | −2,73 % |